# Дубровський (фільм, 1988)
«Благородний розбійник Володимир Дубровський» (рос. «Благородный разбойник Владимир Дубровский») — білоруський радянський художній фільм 1988 року режисера В'ячеслава Никифорова, екранізація однойменного роману Олександра Пушкіна.

## Сюжет
Молодий пан Володимир Дубровський приїжджає в маєток до батька, у якого давно йде тяжба з сусідом — поміщиком Троєкуровим. Судова тяжба завершується повним розоренням, а потім і смертю батька. Дубровський зважується на помсту, але закохується в дочку Троекурова Машу...

## У ролях
- Михайло Єфремов
- Марина Зудіна
- Володимир Самойлов
- Кирило Лавров
- Анатолій Ромашин
- Віктор Павлов
- Володимир Конкін
- Андрій Смоляков
- Геннадій Фролов
- Михайло Матвєєв
- Георгій Бурджанадзе
- Ян Хвілер
- Михайло Голубович
- Валентина Ананьїна
- Юрій Прокопович
- Ольга Єгорова
- Володимир Шакало
- Михайло Матвєєв
- Михайло Долгополов
- Петро Солдатов
- Віктор Мірошниченко
- Володимир Ільїн
- Лев Перфілов
- Ігор Єфімов
- Володимир Горохов
- Володимир Куляшов
- Олександр Пономарьов
- Максим Крилович
- Олександр Безпалий
- Дмитро Андрієвський
- Наталія Крачковська

## Творча група
- Сценарій: Євген Григор'єв, Оскар Никич
- Режисер: В'ячеслав Нікіфоров
- Оператор: Едуард Садриев
- Композитор: Андрій Петров